# Bursera microphylla
A Bursera microphylla a Burseraceae családjába tartozó növényfaj. Mexikóban torote vagy cuajiote colorado néven említik, az Amerikai Egyesült Államok angol nyelvterületén elephant tree (elefántfa) néven.

## Jellemzés

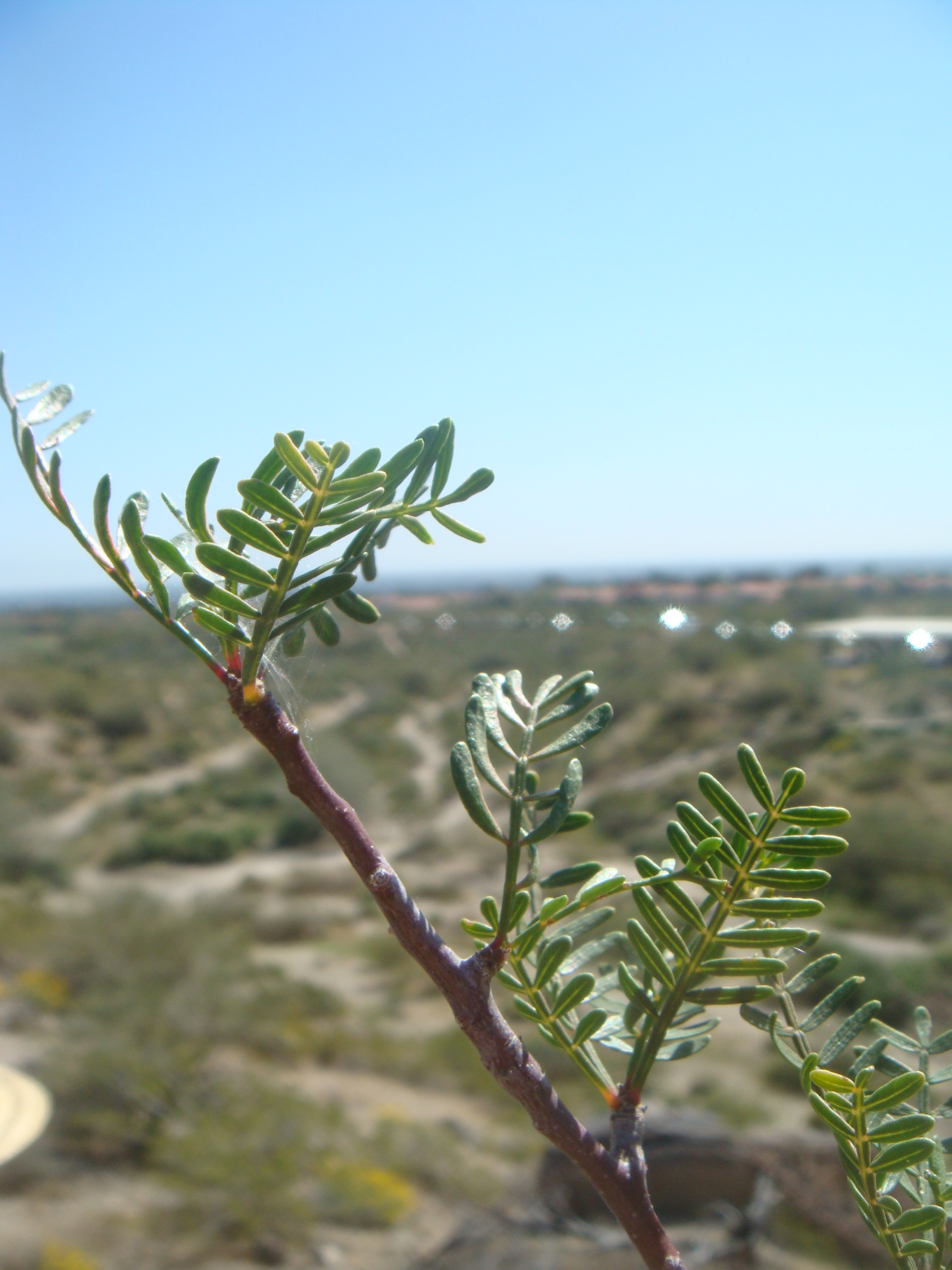
A Bursera microphylla levelei

Magassága 4 méter alatti, ágrendszere szétágazó, terebélyes, kérge eleinte vöröses, majd szürkésfehér. Kora nyáron nyíló virágainak csészelevelei 5, szirmai 4 mm-esek, színük fehér–krémsárga. Páratlanul szárnyalt összetett levelei 2–8 cm hosszúak, levélkéinek hossza 7–33 mm, szélessége 5–10 mm. Ha a hőmérséklet túlzottan lecsökken vagy túl nagy a szárazság, lehullatja kámforos illatú leveleit. Vörösbarna termése 6 mm hosszú, egyetlen magot tartalmaz.

## Élőhely
A faj Mexikóban és az USA területén él, a Sonora-sivatag nyugati részén és a Kaliforniai-félszigeten; Kalifornia, Alsó-Kalifornia, Déli-Alsó-Kalifornia, Arizona és Sonora államok területén. Köves hegyoldalakban fordul elő legfeljebb 700 m-es tengerszint feletti magasságban.